# Eumorphus bulbosus
Eumorphus bulbosus is een keversoort uit de familie zwamkevers (Endomychidae). De wetenschappelijke naam van de soort werd in 1887 gepubliceerd door Ludwig Wilhelm Schaufuss.